# ラファイエット大学
ラファイエット大学(Lafayette College)は、ペンシルベニア州イーストンに本部を置くアメリカ合衆国の私立大学である。1826年に設置された。

## 概要
少数精鋭制の教養教育に重きを置く、東海岸の伝統的なリベラル・アーツ・カレッジである。
アイヴィー・リーグレベルの教育を少人数で提供するといわれる、リトル・アイヴィーの一校で、またヒドゥン・アイヴィーの一つとしても数えられる。
大学名はアメリカ独立戦争とフランス革命で活躍したラファイエット侯爵に由来する。彼のモットーであった“Cur non”(why not?)の下に、常にどんなことにも疑問を持ち、挑戦することを推奨している。
リベラル・アーツ・カレッジとしては珍しく工学の専攻を擁する。
2016年時点で、過去6年間、本学の学生が最も多くGoldwater Scholarshipの奨学金を獲得している。
またフォーブスの全米大学ランキングでは、約4000校中48位にランクインしている。

## 伝統
スポーツでライバル関係にあるリーハイ大学とのアメリカンフットボールの試合は"The Rivalry"と呼ばれる。この関係は153年続いており、アメリカのカレッジフットボールのライバル関係で最も長い歴史を持つ。150周年の試合はヤンキー・スタジアムで行われた。
1929年に建てられたKirby Hall of Civil Rightsは、ニューヨークのグランド・セントラル駅の設計を手掛けたWarren and Wetmoreによって建てられた。建造当時、１平方フットの価値がアメリカで最も高い建物であった。
本学の学生新聞であるThe Lafayetteは、1870年に創刊され、ペンシルベニア州の学生新聞で最も長い歴史を持つ。

## 大学関係者
政治・法曹・軍
- ウィリアム・サイモン - アメリカ合衆国財務長官
- アレクサンダー・ラムジー - 政治家, アメリカ合衆国陸軍長官
- トマス・デール - 政治家
- レアード・バーバー - 政治家
- ジョセフ・クレーター - 裁判官, ニューヨーク州最高裁判所判事
- ペイトン・マーチ - アメリカ合衆国陸軍大将

学術
- フィリップ・ショウォルター・ヘンチ - ノーベル生理学・医学賞受賞者(1950年)
- ハルダン・ケファー・ハートライン - ノーベル生理学・医学賞受賞者(1967年)
- ジェームズ・キャッテル - アメリカ初の心理学教授
- ウィリアム・ハークネス - 天文学者
- フレデリック・スタール - 人類学者
- ニルズ・インヴ・ウェッセル - タフツ大学学長

経済
- チャールズ・バーグストレッサー - ダウ・ジョーンズ(ウォール・ストリート・ジャーナルの発行元)創業者
- ジェームズ・ゲイレイ - USスチール初代副社長
- マイケル・モスクワ - シカゴ連邦準備銀行社長
- レスリー・ゲイツ -  シカゴ商品取引所社長
- イアン・マーリー -  ヴィンヤード・ヴァインズ創業者
- ステファン・プライアー - エクソンモービル社長
- チップ・バーグ - リーバイスCEO
- フラン・ホロウィッツ - アバクロンビー&フィッチCEO
- エデュアルド・コアンコ・ジュニア - サン・ミゲル社長
- ネイル・デイビッド・レヴィン - ニューヨーク・ニュージャージー港湾公社社長, ゴールドマンサックスヴァイスプレジデント
- リチャード・イングリング・ジュニア - イングリング社オーナー
- トレンス・ハフマン -  銀行家(ライト兄弟の出資者)
- ステファン・メッサー -  楽天リンクシェア創業者
- ウォルター・ハンソン -  KPMG社長
- カービー家 - アレゲニー・コーポレーションオーナー一家

スポーツ
- ハリー・ヘンプステッド - NFL ニューヨーク・ジャイアンツオーナー
- バック家 - MLB フィラデフィア・フィリーズオーナー一家
- ジョー・マドン - MLB シカゴ・カブス監督(現代野球を代表する名将と称される)

文化・芸能
- スティーヴン・クレイン - 作家(『赤い武功章』著者)
- ジョエル・シルバー - 映画プロデューサー(『マトリックス』『ダイ・ハード』など)